# 空中快線直升機

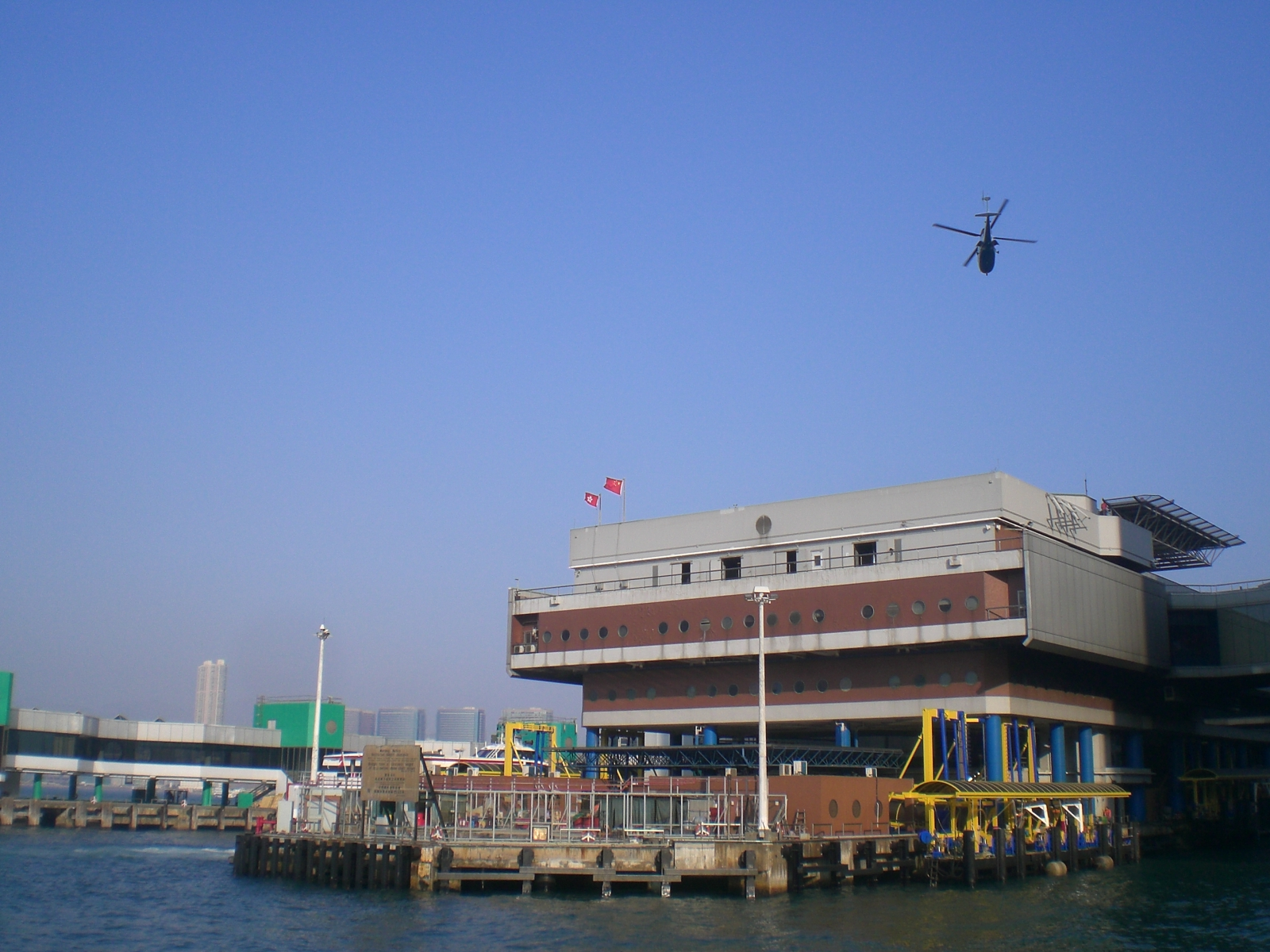
港澳客輪碼頭直昇機機場

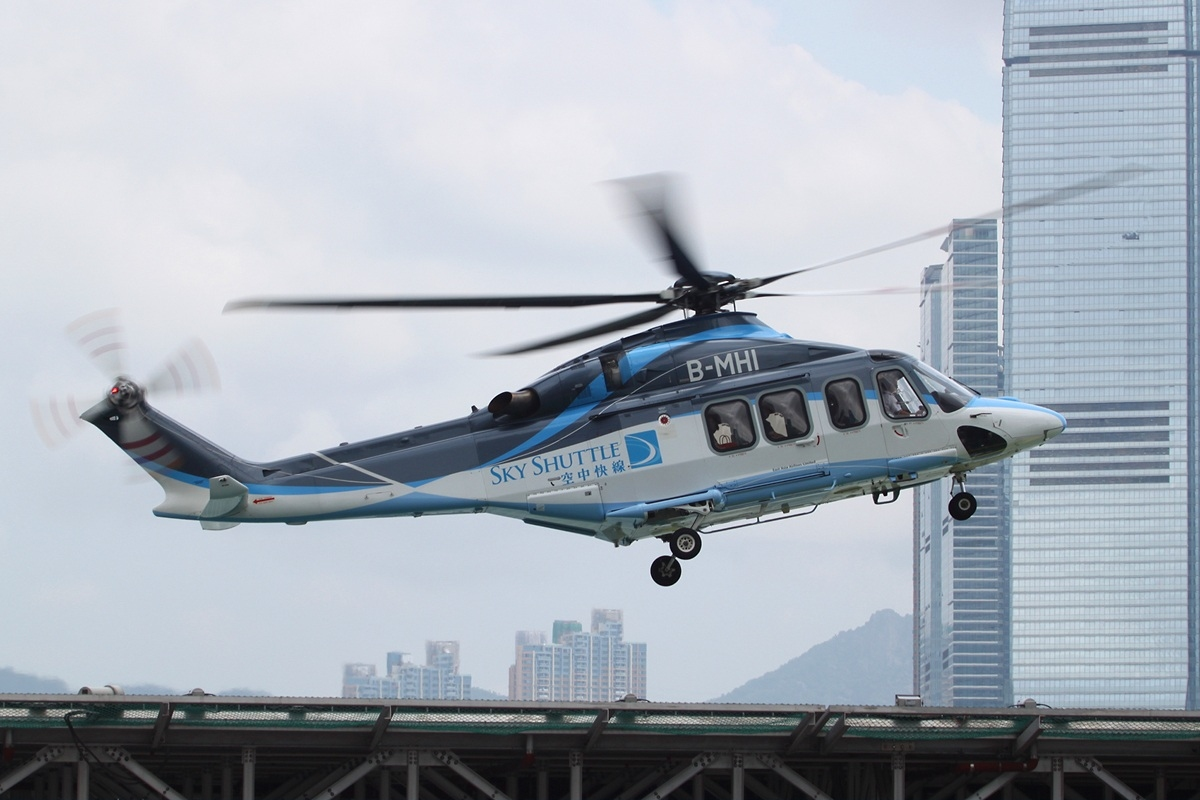
空中快線AW-139型直昇機降落在信德中心

空中快線直升機有限公司（英語：Sky Shuttle Helicopters Limited），簡稱：空中快線。
空中快線前身是「港聯直升機（香港）有限公司」（簡稱：港聯直升機），於1997年與「亞太航空有限公司」（簡稱：亞太航空）結盟，聯合經營港澳之間直昇機航線服務，是香港和澳門首間提供直升機跨境接載服務的公司．2008年，港聯直升機改名為空中快線。
空中快線公司總部設於香港，而維修中心設於澳門路環。擁有6架可載12名乘客，由意大利製造的阿古斯塔威斯特蘭AW139直昇機，提供兩條由澳門往來深圳及香港的固定直昇機航線，亦提供珠江三角洲區內之包機服務。
值得注意的是，來往香港及澳門直昇機客運服務，在澳門是以亞太航空公司註冊，在香港則以空中快線直升機公司註冊，並於2023年交回相關牌照。
不過，因2019冠狀病毒病疫情導致香港和澳門封關，自2020年起空中快線已暫停澳門至香港及深圳的航班服務。雖然港澳及內地於2023年1月已全面開放邊境人員往來，但空中快線一度暫停服務，直至2024年1月26日才重新服務。

## 歷史沿革
- 1988年7月：亞太航空成立。
- 1990年11月，亞太航空使用2架貝爾222（英语：Bell 222）型號直昇機，提供每天6個航班往返澳門及香港的直昇機航線。
- 1997年，港聯直升機成立，與亞太航空結盟，改以西科斯基S76C+型號直昇機聯合經營來往港澳的直昇機航線，是珠江三角洲境內規模最大的直昇機營辦商。
- 2008年11月，港聯直升機改名為空中快線直升機有限公司。
- 2009年，空中快線接收的兩架全新阿古斯塔威斯特蘭AW139直昇機，在澳門路環九澳直昇機維修中心完成裝嵌，並投入服務[2]。
- 2010年7月3日，空中快線一班阿古斯塔威斯特蘭AW139直昇機航班，由香港上環空中快線直昇機場前往澳門外港客運碼頭，懷疑因為機件故障，在維多利亞港海面緊急降落。事後空中快線所有航線暫停服務[3]。
- 2010年7月6日，空中快線宣佈獲香港民航處及澳門民航局批准於2010年7月7日復航。[4]但澳門民航局事後指正在評估空中快線所提交的檢查報告，能否復航仍然未決定[5]。最終於2010年7月7日早上9時前，澳門民航局正式同意其復航，首班往香港直昇機於早上9時由外港客運碼頭起飛[1]。
- 2020年2月5日，受2019冠狀病毒病疫情影響，澳門往返港深直昇機停飛。
- 2020年8至9月，配合澳門政府推出心出發．遊澳門，推出MA-L社區路線，空中遊覽澳門。
- 2023年11月10日，空中快線把香港的牌照交回空運牌照局。[6]
- 2024年1月26日，空中快線港澳及深澳路線復航，逢星期一及星期四至日各提供2個來回航班。[7]

### 機隊

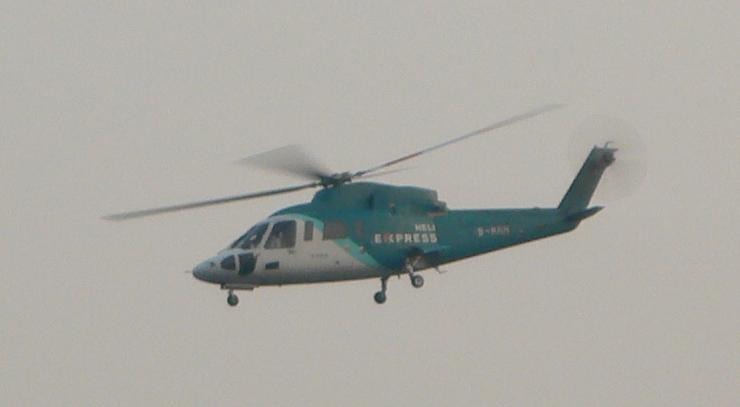
一架由信德中心起飛的空中快線的賽考斯基S-76精靈直升機

## 設備

### 昔日機隊
- 5部西科斯基S-76C+直升機（1997年－2009年）
  - B-MHF、B-MHG、B-MHH、B-HJR、B-KCC
- 3部貝爾-222（英语：Bell 222）直升機（1990年－1997年）
  - CS-HMA、CS-HMB、CS-MHC
- 2部法國宇航 AS-31（英语：Aérospatiale SA 315B Lama） 直升機用作起重工作。
  - B-HJY、B-HJZ
- 2部歐洲直升機公司 AS350 直升機，主要用作觀光機，但也為起重及航空摄影工作。
  - B-KCD、B-KCE
- 1部貝爾-206B用作觀光機及航空摄影工作。

### 專用直昇機場及票務處
空中快線在澳門外港客運碼頭、香港上環港澳客輪碼頭及深圳寶安國際機場國際候機樓設有「直昇機穿梭客運專用直昇機場」及「票務處」。

### 維修中心
快線飛機工程有限公司位於澳門路環九澳，於1991年投入服務。維修基地佔地約8000平方米，主要設施為一個現代化飛機庫並附設辦公室維修車間及零部件儲存庫。快線飛機工程獲意大利芬梅卡尼卡認證為授權 AW139 服務中心。為空中快線及亞太航空之AW139直升機提供全面性飛機维護服務，受到澳門民航局認證為 MAR-145 合格的航空維護機構，以及香港民航處認證為 HKAR-1 合格的維護機構，亦是JMM （中國民航局、香港民航處、澳門民航局）聯合管理認證機構。

## 服務航線
空中快線提供澳門－香港及澳門－深圳兩條跨境直昇機航線服務，是珠江三角洲境內載客量最高的直昇機營辦商。
不過，因2019冠狀病毒病疫情導致香港和澳門封關，自2020年起空中快線已暫停澳門至香港及深圳的航班服務。雖然港澳及內地於2023年1月已全面開放邊境人員往來，但空中快線一度暫停服務，直至2024年1月26日才重新服務。

## 重大意外
2010年7月3日中午約12時，一架由香港港澳客輪碼頭起飛前往澳門外港客運碼頭，在起飛數分鐘，機師聽到機尾巨響，在距離上環空中快線直昇機場500米之維多利亞港海面緊急降落，機上11名乘客及2名機員全部輕傷，送往瑪麗醫院檢驗後全部出院。

## 外部連結
- 空中快線官方網站（页面存档备份，存于）